# Холін Ігор Сергійович
Ігор Сергійович Холін (нар. 11 січня 1920, Москва — пом. 15 червня 1999, Москва) — російський поет і прозаїк, учасник Ліанозовської групи.

## Життєпис
Ігор Холін народився в Москві, на Войковській, яка на той час була передмістям, в родині швачки й офіцера царської армії, за однією з легенд — якогось Львова, за іншою — Холіна. Батько помер, за однією версією — від тифу, за іншою — ніби воював за «білих», потім перейшов до «червоних», був узятий у полон колишнім командиром Колчаком, який його й розстріляв. Родичі кажуть, що його дід по батькові володів балетною школою в Москві, на Тверській, а батько одружився з сільською дівчиною всупереч волі рідних.
Жодна з історій не має підтвердження, адже Холін мав схильність містифікувати власне життя. Критик Євген Лобков писав: «Біографія Ігоря Холіна міфологічна, де і як пройшли дитинство, отроцтво і юність — невідомо».
Під час Громадянської війни, втративши чоловіка, мати Холіна віддала обох дітей в дитячий будинок, побоюючись, що не в змозі буде їх прогодувати. З одного дитячого будинку Холіна перевели в інший, під Рязань, в колишній чоловічий монастир, де в спальнях дітей лякали стельові фрески зі стражданнями мучеників, наприклад, відрубана голова Івана Хрестителя. Холін звідти втік і став безпритульним. Він потрапив до Новоросійська, де вступив до військового училища й став вихованцем музичної команди Червоної Армії.
З 1940 до 1946 року Холін служив у армії, воював, закінчив війну в Празі в чині капітана Червоної Армії. Він був двічі поранений; одна з куль пройшла через куточок губ і вийшла під лопаткою, так що він ледве вижив. Був нагороджений орденом Червоної Зірки (1944); пізніше, до 40-річчя перемоги, нагороджений орденом Вітчизняної війни I ступеня.
Холіна віддали під суд за те, що він дав ляпаса п'яному товаришеві по службі, засуджений та відправлений в зону в Ліанозово. Охороною там завідував знайомий Холіна по армії, який дозволив йому тимчасово залишати межі зони. В ув'язненні Холін почав писати вірші, про які згодом відгукувався негативно. В Ліанозовській бібліотеці взяв книгу Блока, здивувавши цим бібліотекарку, яка була дружиною Євгена Леонідовича Кропивницького. Вона познайомила його з чоловіком. У Кропивницького тоді збирався гурток поетів, письменників і художників, які вважали його своїм учителем — юний Генріх Сапгир, зять Євгена Леонідовича Оскар Рабін.
Під впливом Євгена Кропивницького в середині 1950-х Ігор Холін розпочав свій творчий шлях. У ті роки він написав перший цикл «барачних» віршів, які вплинули на творчість Ліанозовської групи. Друг Холіна Генріх Сапгир також долучив його до написання дитячих віршів. Але поезія на замовлення у Холіна йшла важко, незважаючи на те, що його вірші потрапили в буквар. У цей час він працював офіціантом у ресторані при готелі «Метрополь» і був одружений з Марією Костянтинівною Холіною, теж офіціанткою. У цьому шлюбі в нього народилася дочка Людмила.
У своїй поезії Холін використовував у якості поетичних засобів побутову мову. До кінця 1950-х років Холін став одним із лідерів неофіційної російської поезії й російського авангарду. У 1960-х він друкувався тільки в західних виданнях, в СРСР публікувалися лише його вірші для дітей.
Він входив до поетичної групи «Конкрет», члени якої також були Генріх Сапгір, Едуард Лимонов, Вагріч Бахчанян.
На початку 1970-х років Холін пише кілька поем і всерйоз звертається до прози. З 1988 року він публікувався на батьківщині. 1980-1990-ми роками датовані лише окремі опубліковані вірші; в цей період Холін основну увагу приділяв написанню коротких оповідань.
Образ Холіна-поета нерозривно пов'язаний з образом Генріха Сапгіра, дружба з яким зав'язалася з листування. Сапгір був учнем Кропивницького ще в гуртку в Будинку піонерів, писав йому з армії, дізнавався про нові імена в поетичному гуртку — так і познайомився з Холіним. Ця дружба тривала більше сорока років.
На початку 1970-х приятель Холіна, художник Михайло Гробман, долучив його до торгівлі антикваріатом, яка збагатила його знання про російське мистецтво. Ця діяльність приносила Холіну невеликий прибуток практично до кінця його життя.
З 1972 до 1974 він зустрічався з Іриною Островською, подругою Олени Щапової, дружини Лимонова, якій присвячено книгу «Це я, Едічка». Дочка Холіна й Островської Аріна — достатньо відома письменниця та журналістка.
Ігор Холін помер в Москві 15 червня 1999 року від швидкоплинного раку печінки. Похований на Хімкинському кладовищі.